# La Fourmi (Richier)
La Fourmi (Richier), est une sculpture de Germaine Richier  en bronze patiné foncé, réalisée en 11 exemplaires en 1953. C'est la dernière de la série des femmes-insectes qui continue la série de êtres hybrides avec le torero de La Tauromachie où l'on retrouve des éléments communs avec La Fourmi.

## Contexte
L'année précédente, Germaine a réalisé le Plomb n°1, pièce unique en plomb, œuvre à tendance abstraite comme une sorte de défi face à l'art abstrait auquel elle n'a jamais adhéré, malgré ses déclarations « On nous dit de faire de l'abstrait. Eh bien, on va leur montrer ce que l'on sait faire. » Mais aucune œuvre de Richier ne sera jamais complètement abstraite, ni cette fourmi, ni ce torero à tête de trident.

## Description
Dans les êtres hybrides, la fourmi  reste une figure féminine avec deux petits seins bien marqués et une attitude déhanchée comme celle d'une femme affairée sur son métier à tisser. La sculpture comporte quatre fils formant des figures géométriques qui relient les mains-griffes aux « pieds » et au socle, et qui sont un rappel des fils  qu'elle a utilisés pour la première fois dans L'Araignée I. Fils caractéristiques de l'œuvre de l'artiste selon les commentaires de Françoise Guiter, nièce de Germaine, repris par Denys Chevalier : « Les sculptures avec fils, si caractéristiques de la personnalité de Germaine Richier, sont toutes sorties plus ou moins directement de L’Araignée (...) Toutes témoignent des préoccupations géométriques de la mise en place (...) Elle commence sa toile par un triangle strict. C'est de ce triangle que l'artiste est partie pour réaliser ces œuvres qui constituent une de ses meilleures époques » »
La fourmi est assise sur un clou enfoncé dans son arrière-train, qui la fixe au socle sur lequel une de ses « jambes » reste négligemment étalée tandis que l'autre est repliée. La tête  de la fourmi, comme celle du torero de La Tauromachie a la forme du trident des gardians de Camargue. Elle est ici insérée dans le buste pour donner, comme l'écrit l'artiste un aspect « cruel », car le trident lui paraît un instrument cruel.
Trident dans lequel « Pierre Restany voyait une improbable influence de Max Ernst, surtout dans le symbolisme du taureau-toreador. »

## Réception et commentaires
Lors de l'exposition Giacometti-Marini-Richier au Musée cantonal des beaux-arts de Lausanne, en avril 2014 intitulée : Giacometti, Marini, Richier, La figure tourmentée, Camille Lévêque-Claudet, conservateur du musée et commissaire de l'exposition commentait ainsi La Fourmi et ses fils : « Pour donner vie et réalité à l’espace compris entre les extrémités et les articulations de certaines de ses sculptures, Germaine Richier a imaginé un système de fils qui les relient. Ces fils soulignent le mouvement et le retiennent tout à la fois. Surtout, ils invitent le spectateur à prendre conscience de l’espace qu’ils balisent. »

### Livres
- Jean-Louis Prat, Germaine Richier, rétrospective, Saint-Paul-de-Vence, Fondation Maeght, 1996, 240 p. (ISBN 978-2-900923-13-9),  rétrospective du 5 avril au 18 juin 1996

### Articles
- Les étranges créatures de Germaine Richier enfin rassemblées par Geneviève Breerette[note 1], Le Monde, 17 avril 1996, p. 22

la page contient aussi un extrait d'entretien de César avec Alain Jouffroy sur Germaine Richier
- Pierre Restany, Germaine Richer, le grand art de la statuaire, L'Œil, no 279, Paris, octobre 1978,  p. 60-62.